# エクバタナ

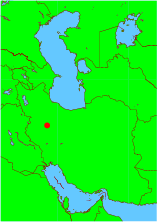
イランにおけるハマダーンの位置

エクバタナ（Ecbatana、エクバターナ）は、古代ペルシアにあった都市の名。現在のハマダーン（イラン・ハマダーン州）にあたる。古代ペルシア語ではハグマターナ（Haŋgmatana）と呼ばれ、原義は「集いの場所」となる。エクバタナはメディア王国の首都と考えられているほか、その後のアケメネス朝やパルティアの夏の王都（夏営地）にもなった。
古代ギリシア語ではエクバタナ（ギリシア語: Ἐκβάτανα, Ekbatana）となるが、アイスキュロスおよびヘロドトスによる資料ではアグバタナ（ギリシア語: Ἀγβάτανα, Agbatana）となっている。ダレイオス1世が刻ませたベヒストゥン碑文にもその名は登場している。ヘブライ語聖書ではエズラ記（6章2節）に「ヘブライ語: אַחְמְתָא」（近代ヘブライ語の発音では Aẖmeta アフメタ、ティベリア式発音では ʼAḥməṯā。ラテン語聖書では Ecbatana エクバタナと訳されている）の名で登場する。

## 歴史

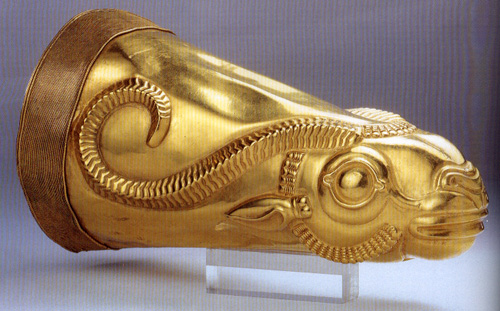
イラン国立博物館所蔵の、アケメネス朝期の黄金のリュトン。エクバタナで発掘された

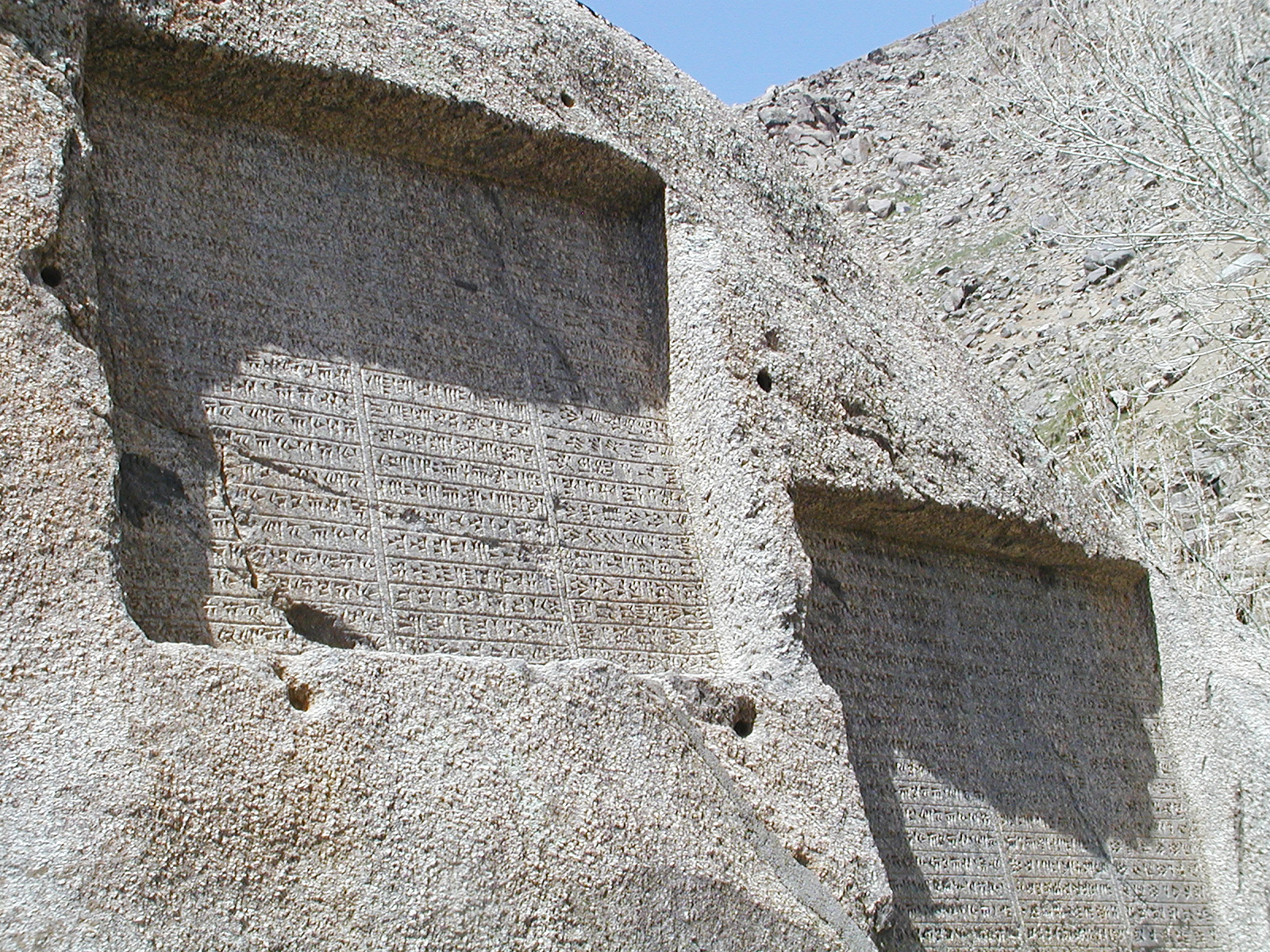
ハマダーン近郊のアルヴァンド山中にあるギャンジ・ナーメ碑文（Ganj Nameh）

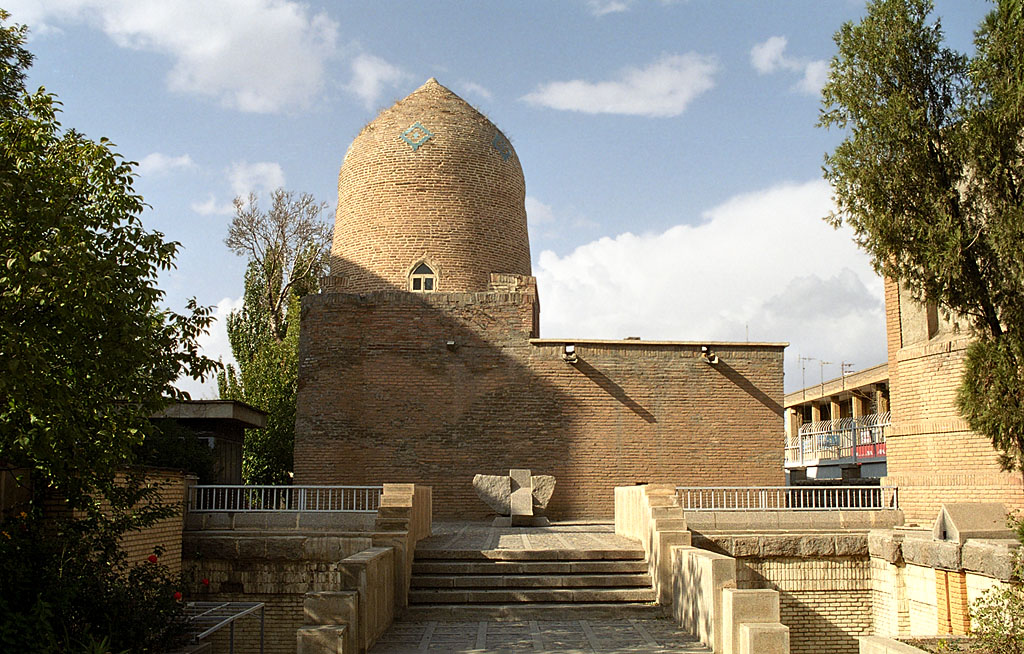
ハマダーンに残る、モルデカイとエステルの墓所とされる建物。ユダヤ人女性エステルは「エステル記」の主人公で、アケメネス朝の妃となったおりにユダヤ人を救ったとされる

エクバタナについて書かれた資料によれば、エクバタナはアケメネス朝以前のイラン高原において最も大きく、最も影響のある都市だったとされる。エクバタナの名は遠く古代ギリシアにも届いていた。紀元前470年には詩人アイスキュロスが「ペルシア人」の中でエクバタナ（アグバタナ）について触れている。歴史家ヘロドトスは、メディア初代国王デイオケス（ダイウック）はエクバタナの丘の上に宮殿を建てさせ、その周りに民を住まわせたという。またエクバタナの町は、七重のそれぞれ色の異なる城壁（ハフト・ヘサール。内側から、白色、黒色、緋色、青色、橙色、銀色、金色）で囲まれていたと述べている。最も内側に宮殿と宝物庫があり、城壁はヘロドトスが住んでいた当時のアテネの城壁によく似ていたという。
ただし近代になりアッシリアなどから発見された史料では、デイオケス（ダイウック）はマンナエの王でありメディアの王ではないことが分かっており、ヘロドトスによるメディア史の記述も史実を反映したものではないとされる。ヘロドトスが描写したエクバタナは誇張が含まれるが、こうした丘の上の城塞都市は紀元前1千年紀のアッシリアの浮き彫りにも描かれ、メソポタミアからイラン高原にかけて同様の都市が多数あったと見られる。
メディア王国の権力の中心であったエクバタナは、アケメネス朝の征服活動の目標ともなった。新バビロニア最後の王ナボニドゥスの在位6年目（紀元前549年）、アケメネス朝の初代皇帝キュロス2世は、メディア最後の王アステュアゲス（イシュトゥメグ）からエクバタナを奪ったとされる。キュロス2世およびその息子カンビュセス2世はエクバタナに宮殿を置いた。
後にペルセポリスやスーサが帝国の中心となりエクバタナの力はかげりを見せたが、エクバタナの都はアルヴァンド山の麓にあることから、暑いペルセポリスやスーサから皇帝が避暑に訪れるアケメネス朝の夏の都として使われた。
またザグロス山脈の入口を扼するエクバタナは交通の中心でもあった。アケメネス朝を貫く「王の道」は、アナトリア西部のサルディスからバビロンを経て首都スーサへと通っていたが、バビロンからはエクバタナを通りザグロス山脈を超えてバクトリア方面へと通る道が分岐していた。ハマダーン中心部から南西に12kmの山中にある、ダレイオス1世とクセルクセス1世によるギャンジナーメ碑文、およびケルマーンシャーの東30kmにあるダレイオス1世のベヒストゥン碑文は、この「王の道」沿いにある。またダレイオス1世と7人の協力者が、皇帝スメルディスになりかわり皇位簒奪を行ったとされる大神官のガウマタを殺した場所も、エクバタナの城であったとされる。
アレクサンドロス大王は紀元前330年にエクバタナを占領し、都を逃げ出したダレイオス3世はベッソスに殺され、アケメネス朝は滅亡する。エクバタナを占領したアレクサンドロスは、ここでペルシア遠征を終了させ、軍を解散した。アレクサンドロスは将軍パルメニオンをメディアで処刑したが、処刑の場所はエクバタナとされる。アレクサンドロスの親友ヘファイスティオンが没したのもエクバタナであった。ヘレニズム期、「エピファネイア」（Epiphaneia）と改名されたエクバタナはヘレニズム文化の重要都市となり、アケメネス朝の宮殿は紀元前3世紀においてもセレウコス朝により使用されていた。
その後のパルティアでもエクバタナは夏の都となり、セレウコス朝が作った造幣工場が引き続き使われ、ドラクム（drachm）、テトラドラクム（tetradrachm）などが鋳造された。
サーサーン朝時代にはエクバタナの重要性は低下していった。エクバタナは時折、夏の宮廷としても使われたものの、パルティア時代までエクバタナ周辺でみられたような大規模な工事の跡は、サーサーン朝以降は見つかっていない。アラブ人（イスラム帝国）によるペルシャ征服の時には、エクバタナ（ハグマターナ）はハマダーンという名の地方都市になっていた。

## 発掘

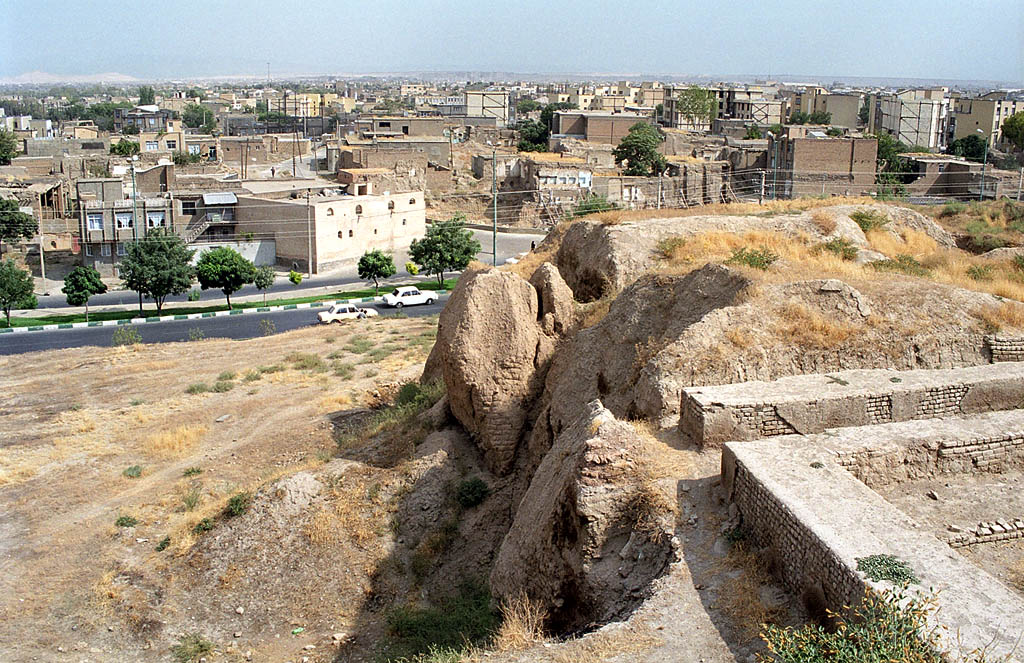
ハグマターナの丘のレンガ壁

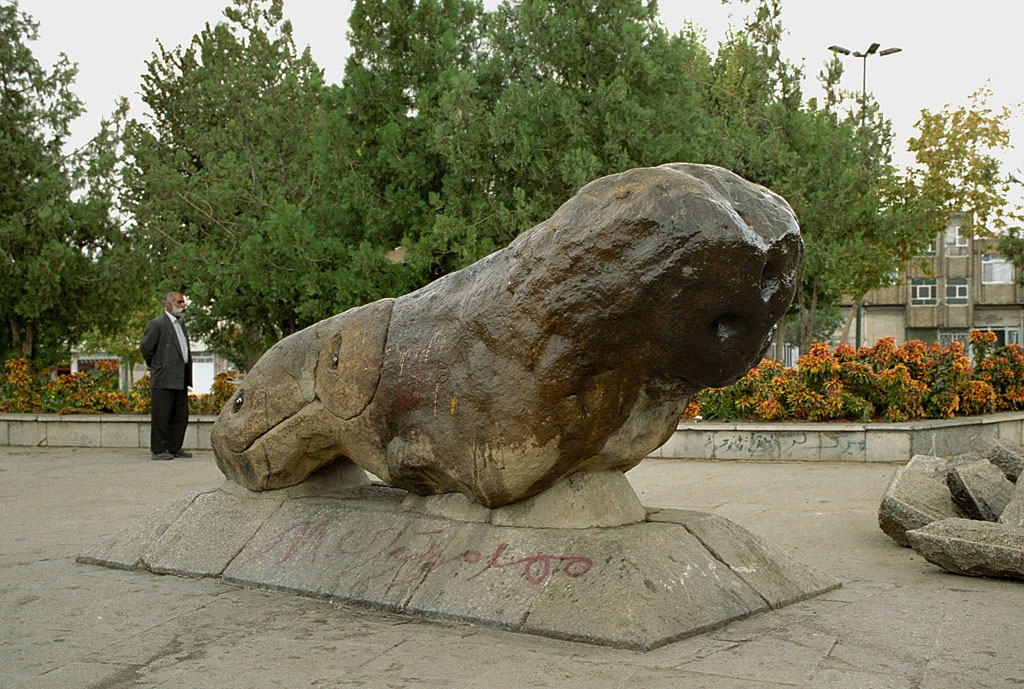
サンゲシールにある石のライオン像

ハマダーンには3つの丘があり、これらが遺跡の出る場所となっている。高さ80mほどの天然の岩山であるモサッラー（Mosallâ、「礼拝の場」）の頂上には城塞の跡が残る。高さ30mほどの遺丘であるハグマターナの丘（テル・ハグマターナ Tell Hagmatana、あるいは タパエ・ハグマターナ Tappa-ye Hagmatâna）では多くの遺跡や遺物が発見されている。サンゲシール（Sang-e Šîr）の丘の頂上にはライオンの姿の風化した石像があり、アケメネス朝のものともパルティアのものとも、またアレクサンドロス大王がこの地で没した親友ヘファイスティオンの思い出のために作らせたものとも言われる。
19世紀にハマダーンを訪れた西洋人は、ペルセポリスのような柱の跡や建物跡があることを記録している。1913年、チャールズ・フォッシー（Charles Fossey）がエクバタナの遺跡の発掘を行った。その後、1956年にはハグマターナの丘で道路工事の際にメディア王国やアケメネス朝の泥レンガの壁が見つかり、1971年にはハマダーン一帯で発掘調査が行われサンゲシールの丘付近でパルティア時代の墓地が見つかっている。
考古学者や歴史学者は、ハグマターナの遺丘を、鉄器時代からメディア王国にかけてのエクバタナの遺跡と考えてきた。しかしイランの考古学者マスード・アザルヌシュ（Massoud Azarnoush, 1945年 – 2008年）による遺跡発掘の成果では、ハグマターナの丘からはパルティア時代より前の遺跡が見つからなかったとされ、従来の見解に見直しを迫っている。

## 議論
アイスキュロスやヘロドトスの作品にあるように、古代ギリシャ人はエクバタナをメディアの首都と考えていた。古代ギリシャ、アケメネス朝、ヘレニズム期の記録や碑文にもエクバタナの名が頻出している。しかしハグマターナの遺丘からはメディア人の町があったというはっきりした痕跡が見つかっていない。またアッシリアの資料でも、ハグマターナ/エクバタナという名の場所は言及されていない。

## 世界遺産
2024年の第46回世界遺産委員会にて、世界遺産リストに加えられた。

### 登録基準
この世界遺産は世界遺産登録基準のうち、以下の条件を満たし、登録された（以下の基準は世界遺産センター公表の登録基準からの翻訳、引用である）。
- (2) ある期間を通じてまたはある文化圏において、建築、技術、記念碑的芸術、都市計画、景観デザインの発展に関し、人類の価値の重要な交流を示すもの。
- (3) 現存するまたは消滅した文化的伝統または文明の、唯一のまたは少なくとも稀な証拠。